# Am Haidenfeld
An Haidenfeld (oder nur Haidenfeld) ist ein Ortsteil der Gemeinde Anger im Bezirk Weiz in der Steiermark.
Die Siedlung befindet sich südlich von Anger an der rechten Seite der Feistritz. Sie ist nur über die mittlerweile zur Nebenstraße herabgestuften Alten Landesstraße erreichbar; die Weizer Straße (B 72) verläuft an der linken Seite der Feistritz. Die Siedlung ist in der Vorrangzonenkarte des Landes Steiermark als Vorrangzone für Wohnzwecke ausgewiesen.